# Anthopleura asiatica
Anthopleura asiatica är en havsanemonart som beskrevs av Uchida och Muramatsu 1958. Anthopleura asiatica ingår i släktet Anthopleura och familjen Actiniidae. Inga underarter finns listade i Catalogue of Life.